# Rhymbocarpus
Rhymbocarpus är ett släkte av svampar som beskrevs av Zopf. Rhymbocarpus ingår i ordningen disksvampar, klassen Leotiomycetes, divisionen sporsäcksvampar och riket svampar.
Kladogram enligt Dyntaxa:
| Rhymbocarpus | \| \| Rhymbocarpus geographici \| \| \| \| |
|              | \| \| Rhymbocarpus geographici \| \| \| \| |
|              | Ascocorticiaceae                           |
|              |                                            |
|              | Bulgariaceae                               |
|              |                                            |
|              | Dermateaceae                               |
|              |                                            |
|              | Helotiaceae                                |
|              |                                            |
|              | Helotiales, genera incertae sedis          |
|              |                                            |
|              | Hemiphacidiaceae                           |
|              |                                            |
|              | Hyaloscyphaceae                            |
|              |                                            |
|              | Leotiaceae                                 |
|              |                                            |
|              | Loramycetaceae                             |
|              |                                            |
|              | Phacidiaceae                               |
|              |                                            |
|              | Rutstroemiaceae                            |
|              |                                            |
|              | Sclerotiniaceae                            |
|              |                                            |
|              | Vibrisseaceae                              |
|              |                                            |
|              | Rhymbocarpus geographici                   |
|              |                                            |

|  | Rhymbocarpus geographici |
|  |                          |